# Hans Henrik Hvoslef
Hans Henrik Hvoslef (født 22. oktober 1831 i Drammen, død 15. oktober 1911) var en norsk kemiker, svigersøn af Hans Riddervold, af samme slægt som Fredrik Waldemar Hvoslef. 
Hvoslef tog farmaceutisk eksamen 1852 og studerede 1855—56 kemi og farmaci i Göttingen, hvor han 1856 blev Dr. phil. for sin Beiträge zur Kenntnis der Phosphormetalle. Efter hjemkomsten knyttedes han som første amanuensis til universitetets kemiske laboratorium, var 1860—61 konstitueret professor og holdt både da og senere forelæsninger ved universitetet, fra 1860 også ved den militære højskole, indtil han 1867 fik bevilling som apoteker i Kristiania. Han deltog i udarbejdelsen af de nye norske farmakopeer (af 1870 og senere), var siden 1872 Tolddepartementets sagkyndige konsulent og meget benyttet af administrationen i kommissioner vedkommende toldtariffernes revision, medicinal- og apotekeranliggender. Ved alle nordiske udstillinger 1866—97 har han været jurymand. Hans kemiske specialafhandlinger er trykte i Kristiania Videnskabs-Selskabs Forhandlinger, i Naturforskermødernes Forhandlinger og andre steder.